# Tentazioni di Gesù

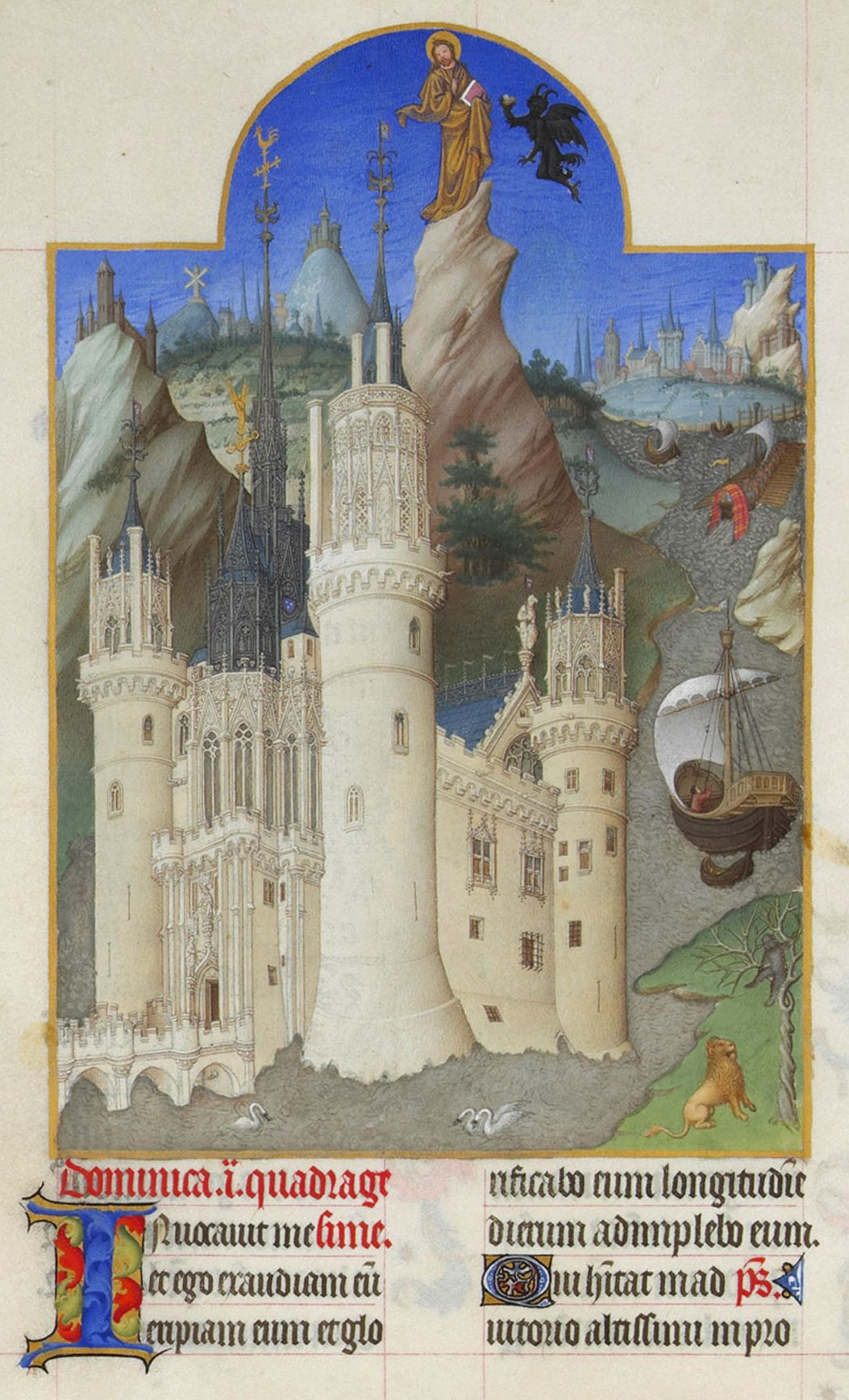
Miniatura che illustra la terza tentazione di Gesù

Le tentazioni di Gesù nel cristianesimo si riferiscono alle tentazioni subite da Gesù Cristo da parte del diavolo Satana così come raccontato in ciascuno dei Vangeli sinottici: Matteo 4,1-11, Marco 1,12-13 e Luca 4,1-13.

## Racconto dei Vangeli
Secondo i Vangeli, dopo essere stato battezzato, Gesù digiuna per quaranta giorni e quaranta notti nel deserto. In questo periodo Satana lo tenta per tre volte. La prima tentazione riguarda il cibo: 

La seconda tentazione riguarda l'obbligare Dio ad intervenire: 

La terza tentazione è una richiesta da parte del diavolo di essere adorato: 

Ogni tentazione è rifiutata da Gesù con una citazione della Bibbia tratta dal libro del Deuteronomio. La prima risposta di Gesù è: 

La seconda dice: 

E infine la terza risposta afferma: 
I Vangeli terminano il racconto dicendo che, essendo venuta meno ogni tentazione da parte del diavolo, gli angeli sono intervenuti per portare del cibo a Gesù.

A differenza dei racconti di Matteo e di Luca, che sono molto simili, quello di Marco è molto breve e non riporta per nulla il dialogo tra Gesù ed il demonio, parlando genericamente di tentazioni: 
L'episodio delle tentazioni di Gesù durante i quaranta giorni nel Deserto della Giudea - avvenuto immediatamente dopo il suo battesimo e prima di ritornare in Galilea e iniziare il suo ministero - è riportato solo dai vangeli sinottici, mentre è completamente assente nel Vangelo secondo Giovanni. Quest'ultimo precisa in modo esplicito che Gesù - ancora il giorno successivo al suo battesimo - viene visto da Giovanni il Battista presso il Giordano e si recherà tre giorni dopo a Cana, in Galilea, ad una festa di nozze dove inizierà il suo ministero.
Anche all'interno degli unici due sinottici che riferiscono i particolari dell'episodio vi è una differenza nel racconto: secondo Luca, il diavolo prima offre a Gesù tutti i regni del mondo e poi lo sfida a gettarsi dal pinnacolo del Tempio, mentre al contrario, secondo Matteo, il diavolo prima sfida Gesù a gettarsi dal pinnacolo del Tempio e solo dopo gli offre tutti i regni del mondo. Secondo gli esegeti curatori del "Nuovo Grande Commentario Biblico" e quelli dell'interconfessionale Bibbia TOB, Luca inverte le due tentazioni per porre l'ultima proprio a Gerusalemme, città dal profondo significato simbolico, "dove la passione sarà il supremo assalto del diavolo".
Ancora gli studiosi della Bibbia TOB rilevano come mentre in Marco la "prova-tentazione" è una lotta che si prolunga durante tutta la permanenza di Gesù nel deserto, invece secondo Matteo e Luca questa "ha luogo soltanto alla fine di tale soggiorno".
Lo storico e teologo Rudolf Bultmann considera non storico l'episodio delle tentazioni nel deserto e ritiene appartengano al modello mitologico della "Tentazione dell'Uomo Santo, che è messo alla prova (dal male) ed emerge vittorioso", rilevando una serie di similitudini precedenti in figure come Buddha e Zarathustra e un uso successivo fatto per i santi Cristiani.

## Precedenti e paralleli nel giudaismo
L'idea che il Messia deve stare sul tetto del tempio si trova anche nei testi rabbinici.

## Simbolismo

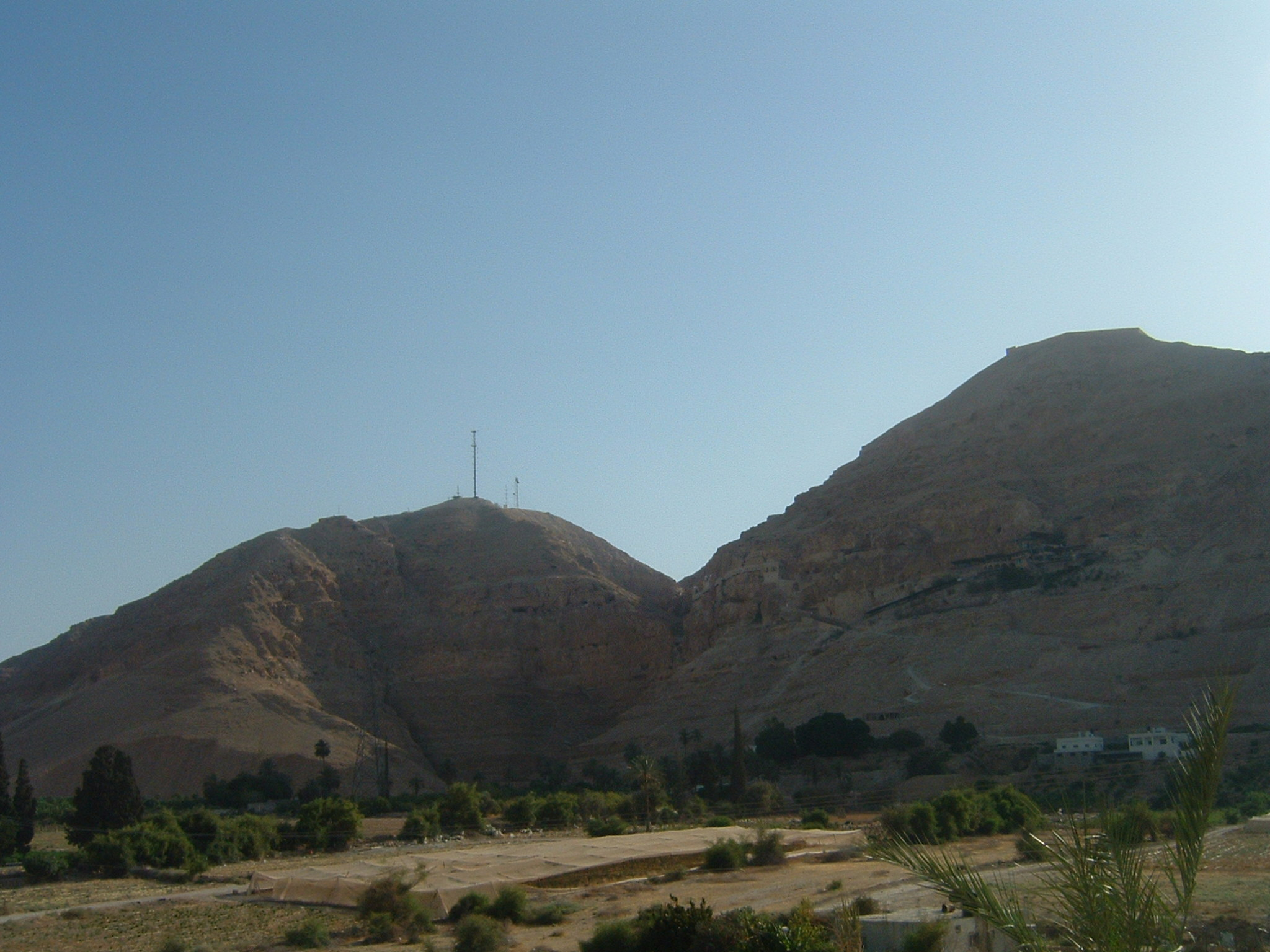
Il Monte della Quarantena (Deserto della Giudea), dove, secondo la tradizione, Gesù passò i 40 giorni di digiuno

Il racconto delle Tentazioni di Gesù è fortemente simbolico.
I quaranta giorni di digiuno nel deserto si possono avvicinare ai quarant'anni durante i quali gli ebrei camminarono nel deserto dopo aver attraversato il mar Rosso e prima di entrare nella terra promessa, così come raccontato nel libro dell'Esodo. Quaranta sono anche i giorni che Mosè passò sulla montagna prima di ricevere le tavole della legge. Il deserto è luogo che non avendo in sé vita ci avvicina all'esperienza della morte e quindi all'esperienza di Dio. I riferimenti all'inizio e alla fine del brano delle tentazioni agli animali e alle selve pone Gesù qui in parallelo con Adamo. Gesù, dal momento dell'Incarnazione è ritornato al paradiso terrestre che, distrutto dal peccato e dalle sue conseguenze, è diventato un deserto privo di vita.
Le tentazioni fatte dal diavolo mirano a mettere in secondo piano il primato di Dio per sostituirlo con:
- i piaceri carnali dell'uomo[15] (prima tentazione, vinta con la virtù della castità),
- il successo e il potere mondani[15] (seconda tentazione, vinta con la virtù della povertà),
- l'autonomia dal volere divino[15] (terza tentazione, vinta con la virtù dell'obbedienza).[16]

Questo schema ternario è alla base della triplice rinuncia o promessa battesimale rinnovata durante la veglia pasquale, ed è stato ripreso in filosofia mediante le tre metafisiche speciali.

### Riferimenti
1. ↑   Mt 4,1-11, su La Parola - La Sacra Bibbia in italiano in Internet.
2. ↑   Mc 1,12-13, su La Parola - La Sacra Bibbia in italiano in Internet.
3. ↑   Lc 4,1-13, su La Parola - La Sacra Bibbia in italiano in Internet.
4. ↑   Gv1,19-50; 2,1-13, su laparola.net.
5. ↑  Bart D. Ehrman, Jesus Interrupted - Revealing the Hidden Contradictions in the Bible, HarperCollins Publishers, 2009, pp. 40-41, ISBN 978-0-06-186327-1.
6. ↑   Lc4,5-11, su laparola.net..
7. ↑   Mt4,5-9, su laparola.net..
8. ↑  Bibbia di Gerusalemme, EDB, 2011, p. 2445, ISBN 978-88-10-82031-5.
9. ↑  La Bibbia, Edizioni Paoline, 1991, p. 1601, ISBN 88-215-1068-9.
10. ↑  Bart Ehrman, Il vangelo del traditore, Mondadori, 2010, p. 48, ISBN 978-88-04-59690-5.
11. ↑  Raymond E. Brown, Joseph A. Fitzmyer, Roland E. Murphy, Nuovo Grande Commentario Biblico, Queriniana, 2002, pp. 897-898, ISBN 88-399-0054-3.
12. ↑  Bibbia TOB, Nuovo Testamento Vol.3, Elle Di Ci Leumann, 1976, p. 208.
13. ↑  Bibbia TOB, Nuovo Testamento Vol.3, Elle Di Ci Leumann, 1976, p. 135.
14. ↑  Rudolf Bultmann, History of the Synoptic Tradition, Hendrickson Publisher, 1963, pp. 253-257, ISBN 1-56563-041-6.
15. 1 2 3 4  Cf. commentario su laparola.net.
16. ↑  John Navone, Teologia del fallimento, Roma, Pontificia Università Gregoriana, 1988, pp. 103-108. ISBN 88-7652-587-4; ISBN 978-88-7652-587-2.
17. ↑  J. Navone, op. cit., pp. 108ss.
18. ↑  CCC 1237.
19. ↑  CCC 1254.